# Frank Stuart Flint
Frank Stuart Flint, född 19 december 1885 i London, död 28 februari 1960 i Berkshire, var en brittisk poet.
Frank Stewart Flint var en av de främsta imaginisterna, han översatte bland annat Émile Verhaeren och förutom bidrag till imagistantologierna utgav han diktsamlingarna In the Net of the Stars (1909), Cadences (1915) och Otherworld: Cadences (1920). Flint som var departementstjänsteman, var efter sin ungdomsperiod som poet endast verksam som översättare.